# 빌 마
빌 마(Bill Maher, 영어 발음: /mɑːr/, 1956년 1월 20일 ~ )는 미국의 스탠드업 코미디언, 텔레비전 진행자, 작가, 배우이다. 2005년 코미디 센트럴이 선정한 역대 위대한 스탠드업 코미디언 100인 중 38위에 올랐다. 2010년 할리우드 명예의 거리에 텔레비전 분야로 입성하였다.

## 출연 작품

### 텔레비전
- Great Performances (1997-2001) - 본인
- 더 데일리 쇼 (1998-2014) - 본인
- Real Time with Bill Maher (2003-현재) - 본인
- The O'Reilly Factor (2004-06) - 본인
- 더 레이트 레이트 쇼 위드 크레이그 퍼거슨 (2005-13) - 본인
- Bill Maher... But I'm Not Wrong (2010) - 본인 (텔레비전 스페셜)

### 다큐멘터리
- a/k/a Tommy Chong (2005)
- 아리스토크래츠 (2005, The Aristocrats)
- 그것에 관하여 (2005)
- 인사이드 딥 스로트 (2005, Inside Deep Throat)
- 고기에 대한 불편한 진실 (2007, Meat the Truth) - 자료 화면
- 신은 없다 (2008)
- Hugh Hefner: Playboy, Activist and Rebel (2009)

### 영화
- DC 택시 (1983, D.C. Cab)
- 랫보이: 미지의 소년 (1986, Ratboy)
- 하우스 2 (1987)
- 미래에서 온 사나이 (1988, Out of Time)
- 크레이지 인디펜던스데이 (1997, Bimbo Movie Bash) - 자료 화면
- 프라이머리 컬러스 (1998) - 본인 역
- 생방송 에드 TV (1999) - 본인 역
- 톰캣 (2001)
- 존 큐 (2002) - 본인 역
- Choose or Lose Presents: The Best Place to Start (2004) - 본인 역
- 스윙 보트 (2008) - 본인 역
- 밀리언 웨이즈 (2014)
- 디 인터뷰 (2014) - 본인 역